# Nakatsugawa
Nakatsugawa (japanisch 中津川市, -shi) ist eine Stadt in der japanischen Präfektur Gifu.

## Geschichte
Nakatsugawa war eine Poststation (宿場町 Shukuba-machi) der Nakasendō während der Edo-Zeit.  Heute liegt die Stadt an  einer wichtigen Autobahn und an einer wichtigen Eisenbahnlinie.
Nakatsugawa wurde am 1. April 1952 zur Stadt.

## Geographie
Nakatsugawa liegt nordöstlich von Nagoya.
Der Fluss Kiso fließt durch die Stadt von Nordosten nach Südwesten.

## Sehenswürdigkeiten
- Magome

## Wirtschaft
Die Herstellerfirma hochwertiger Musikinstrumente Takamine hat in Nakatsugawa ihren Sitz.

## Verkehr

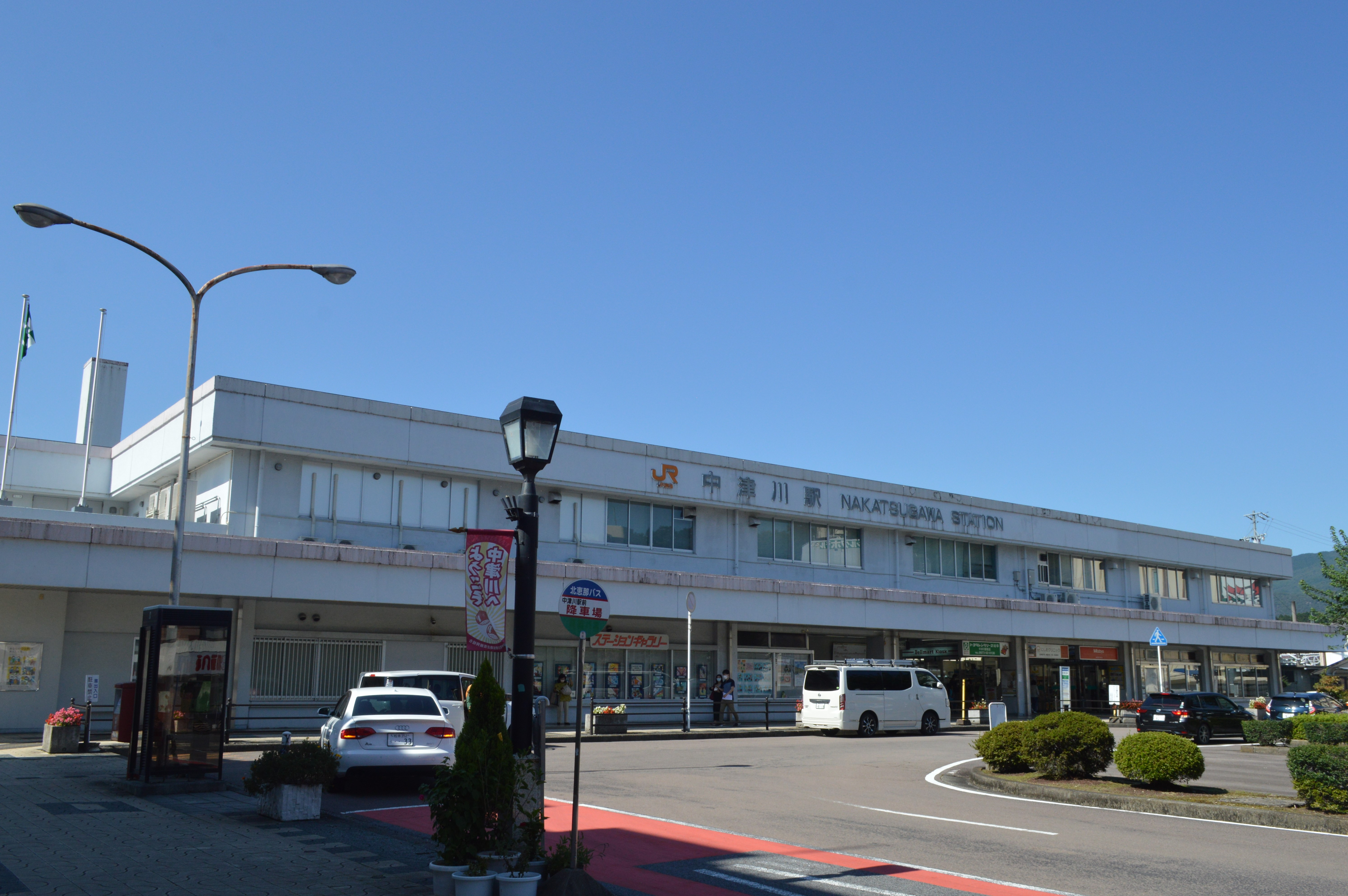
Bahnhof Nakatsugawa

Nakatsugawa ist über die Chūō-Autobahn, die Nationalstraße 19 von Nagoya nach Nagano sowie die Nationalstraßen 256, 257 und 363 erreichbar. Durch den Ort verlief in der Edo-Zeit die Fernstraße Nakasendō. Der Bahnhof Nakatsugawa liegt an der Chūō-Hauptlinie der Bahngesellschaft JR Central, die Tokio mit Nagoya verbindet.

## Söhne und Töchter der Stadt
- Aoyama Tanemichi (1859–1917), Mediziner
- Shimazaki Tōson (1872–1943), Schriftsteller der Meiji- und frühen Shōwa-Zeit
- Genki Yamada (* 1994), Fußballspieler

## Weblinks

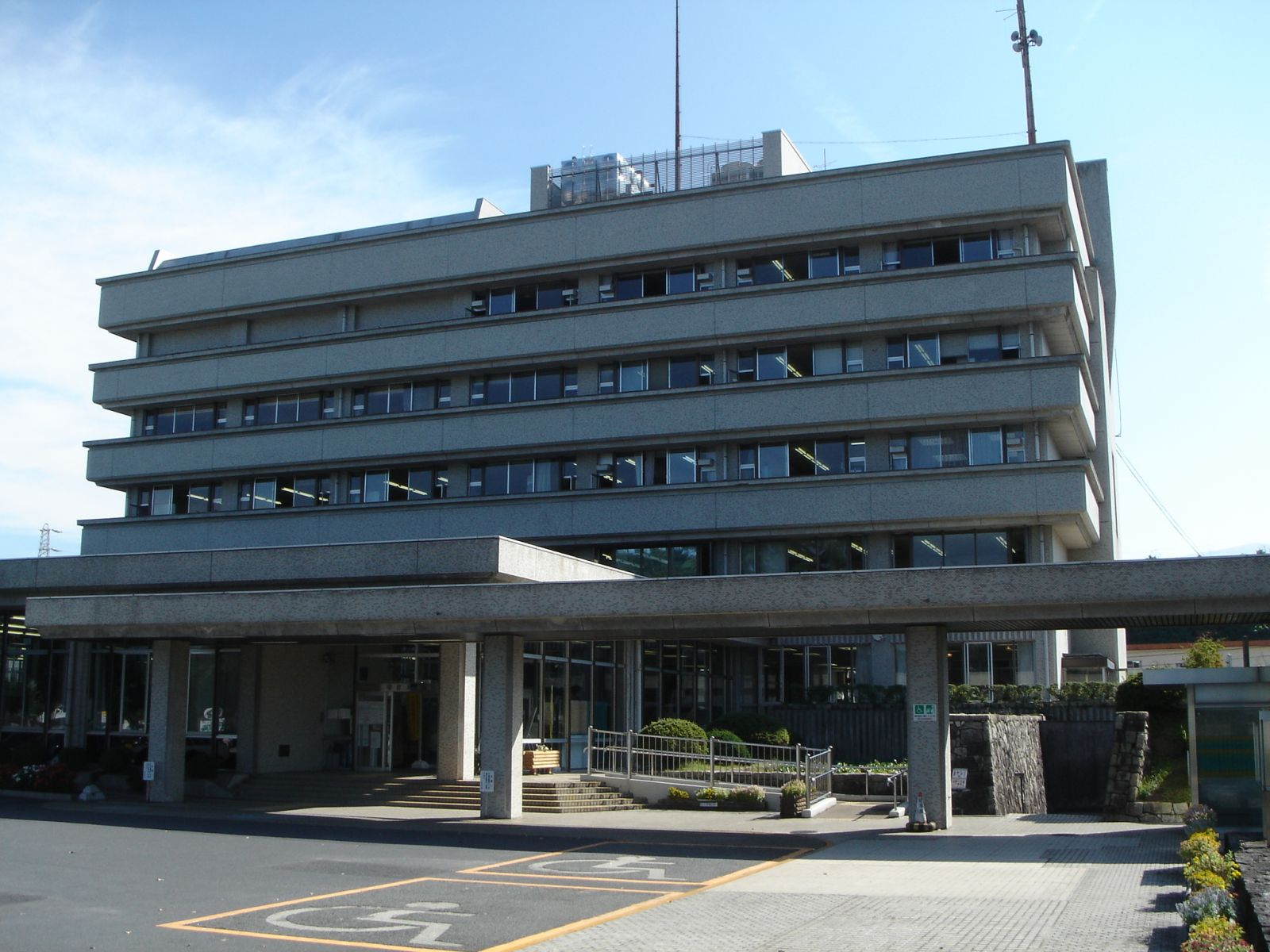
Rathaus von Nakatsugawa

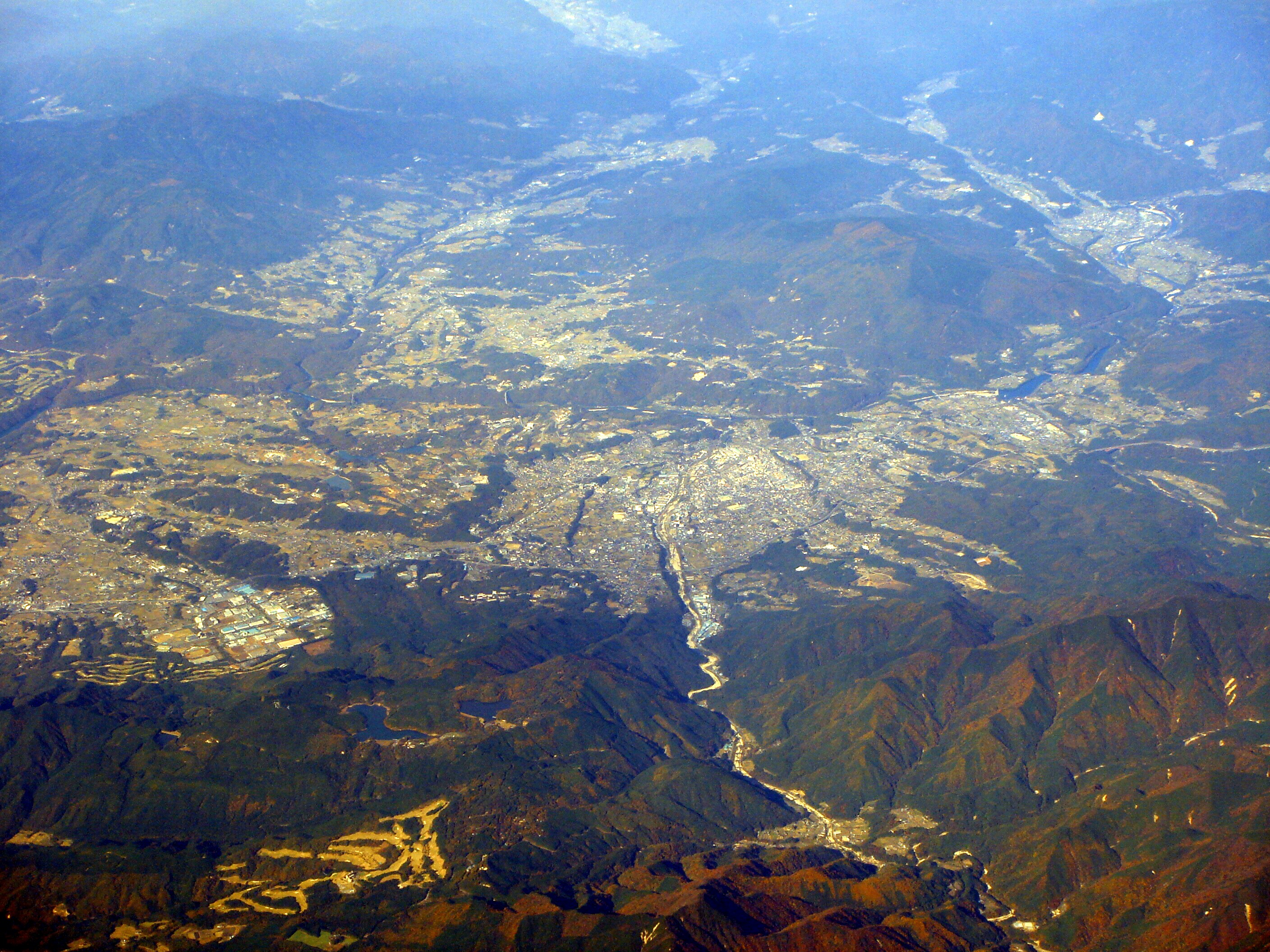
Luftaufnahme der Stadt Nakatsugawa

## Angrenzende Städte und Gemeinden
- Ena
- Gero